# 庫拉塔山脈

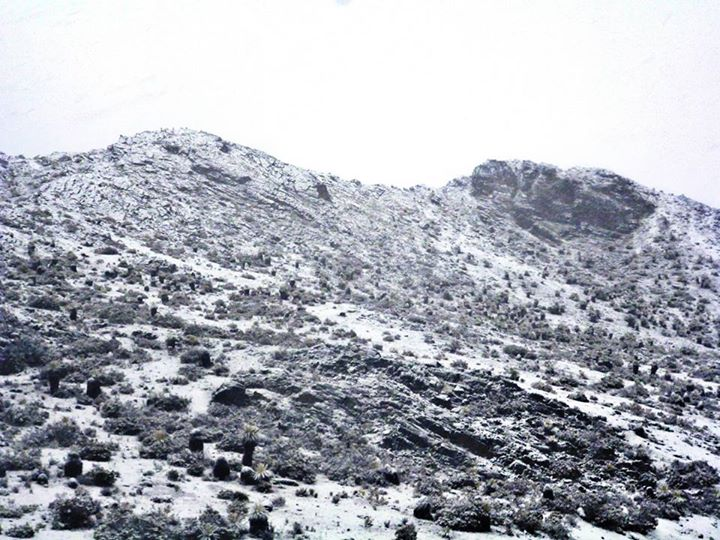

8°59′13″N 71°15′0″W / 8.98694°N 71.25000°W
庫拉塔山脈（西班牙語：Sierra de la Culata），是委內瑞拉安地斯余脉梅里達山脈的一部分，是其主脉西北侧的邻接平行脊，橫跨梅里達州和特魯希略州，主峰米萨曼白石峰海拔4737米。